# فرودگاه آبی مونترآل/بوآسور و پسران
فرودگاه آبی مونترآل/بوآسور و پسران (به انگلیسی: Montréal/Boisvert & Fils Water Airport) یک فرودگاه خصوصی است که یک باند فرود آب دارد. این فرودگاه در شهر مونترآل کشور کانادا قرار دارد و در ارتفاع ۱۲ متری از سطح دریا واقع شده‌است.